# Юный натуралист

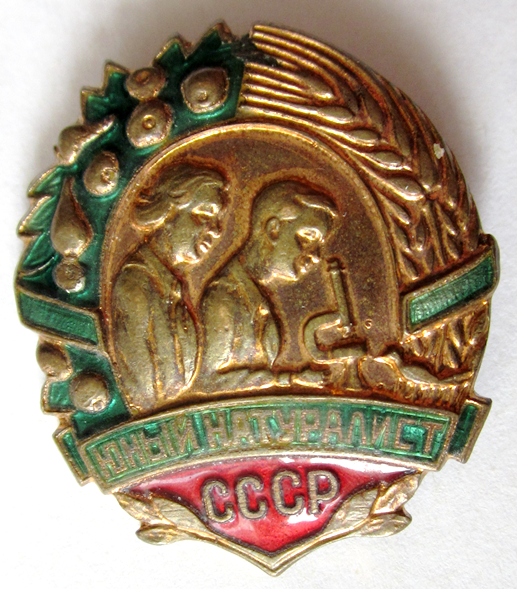
Значок юного натуралиста СССР (учрежден решением ХII съезда ВЛКСМ)

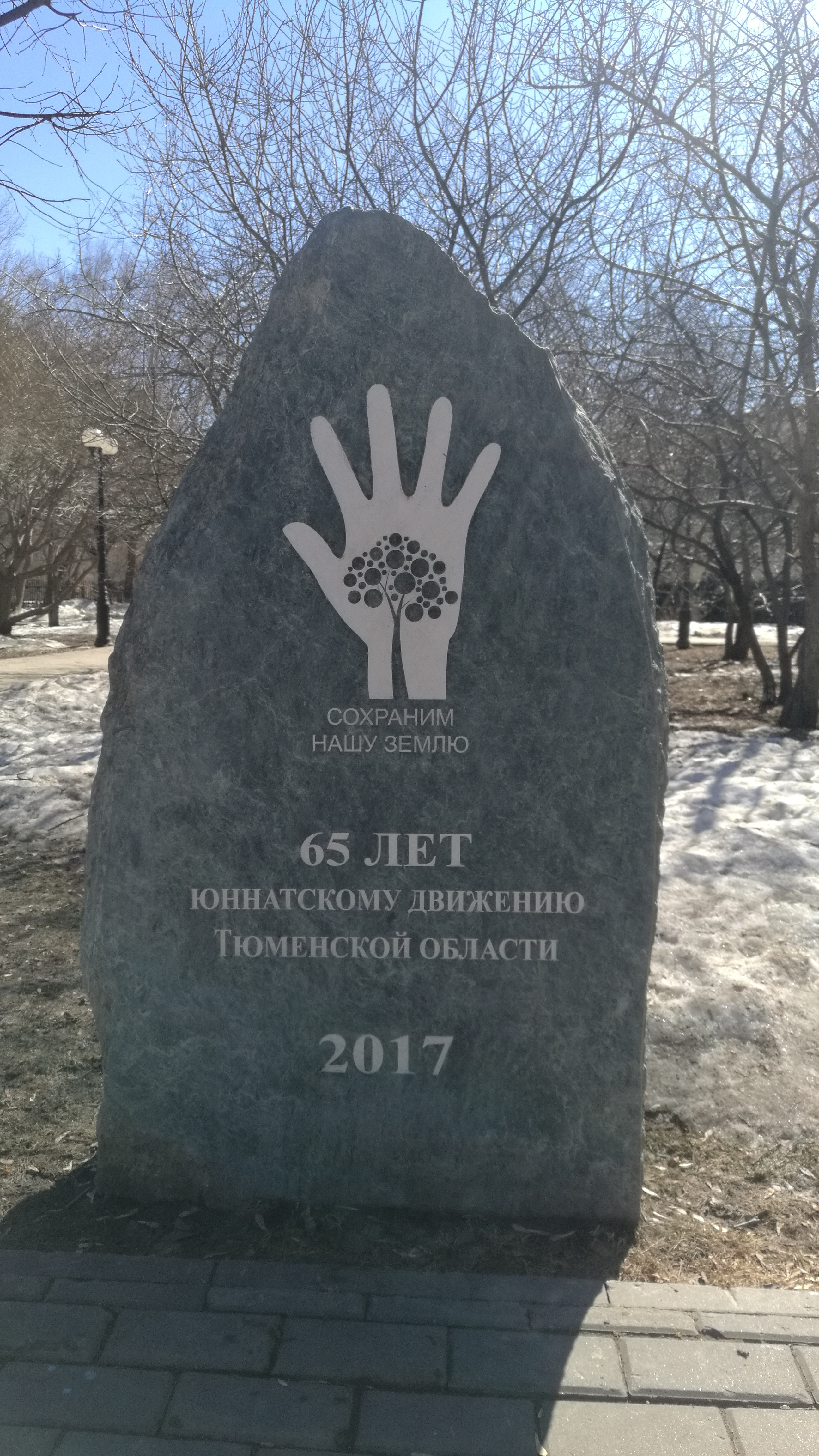
Мемориальный камень в память о 65-летии юннатского движения в Тюменской области

Юный натуралист (сокращённо юнна́т) — участник детского (школьного) кружка по природоведению и изучению основ естественных наук.

## Станции юных натуралистов
В СССР существовал целый ряд внешкольных детских учреждений, известных как станции юных натуралистов. Станции находились в системе министерств просвещения. Первая в СССР станция любителей природы была основана в 1918 году в Москве на северной окраине Сокольнической рощи, граничащей с лесным массивом Погонно-Лосиного Острова, по инициативе председателя Сокольнического совета рабочих депутатов столицы Ивана Русакова. Руководителем был назначен Борис Васильевич Всесвятский.
С начала 1930-х годов станции юннатов, изначально называвшиеся детскими сельскохозяйственными станциями, начали создаваться во многих городах СССР. На 1975 год действовало свыше 500 центральных, республиканских, краевых, областных и городских станций.
Станции юннатов организовывали деятельность школьников по изучению и охране природы, опытническую работу по биологии, общественно полезный сельскохозяйственный труд, проводили смотры работ и слёты юннатов, традиционные массовые праздники (День леса, Праздник урожая и т. п.), семинары, практикумы, консультации по вопросам юннатской работы для педагогов. При станциях юннатов действовали различные кружки, во время летних каникул — лагеря юннатов.
В современной России деятельность станций юннатов продолжают учреждения дополнительного образования детей. Федеральный центр дополнительного образования и организации отдыха и оздоровления детей действует в Москве на том же месте, где в 1918 году было создано первое внешкольное натуралистическое объединение учащихся. За более чем вековую историю организация неоднократно меняла название, но функции координации работы юннатских объединений системы дополнительного образования детей остались за ней без изменений. Аналогичные учреждения (самостоятельные или в составе многопрофильных учреждений) действуют практически во всех регионах России.
В ноябре 2022 года президент России Владимир Путин поручил воссоздать движение юных натуралистов на базе общероссийского общественно-государственного движения детей и молодежи. Ответственными за создание движения юных натуралистов стали премьер России Михаил Мишустин и глава общества «Знание» Максим Древаль.

## Кружки юннатов

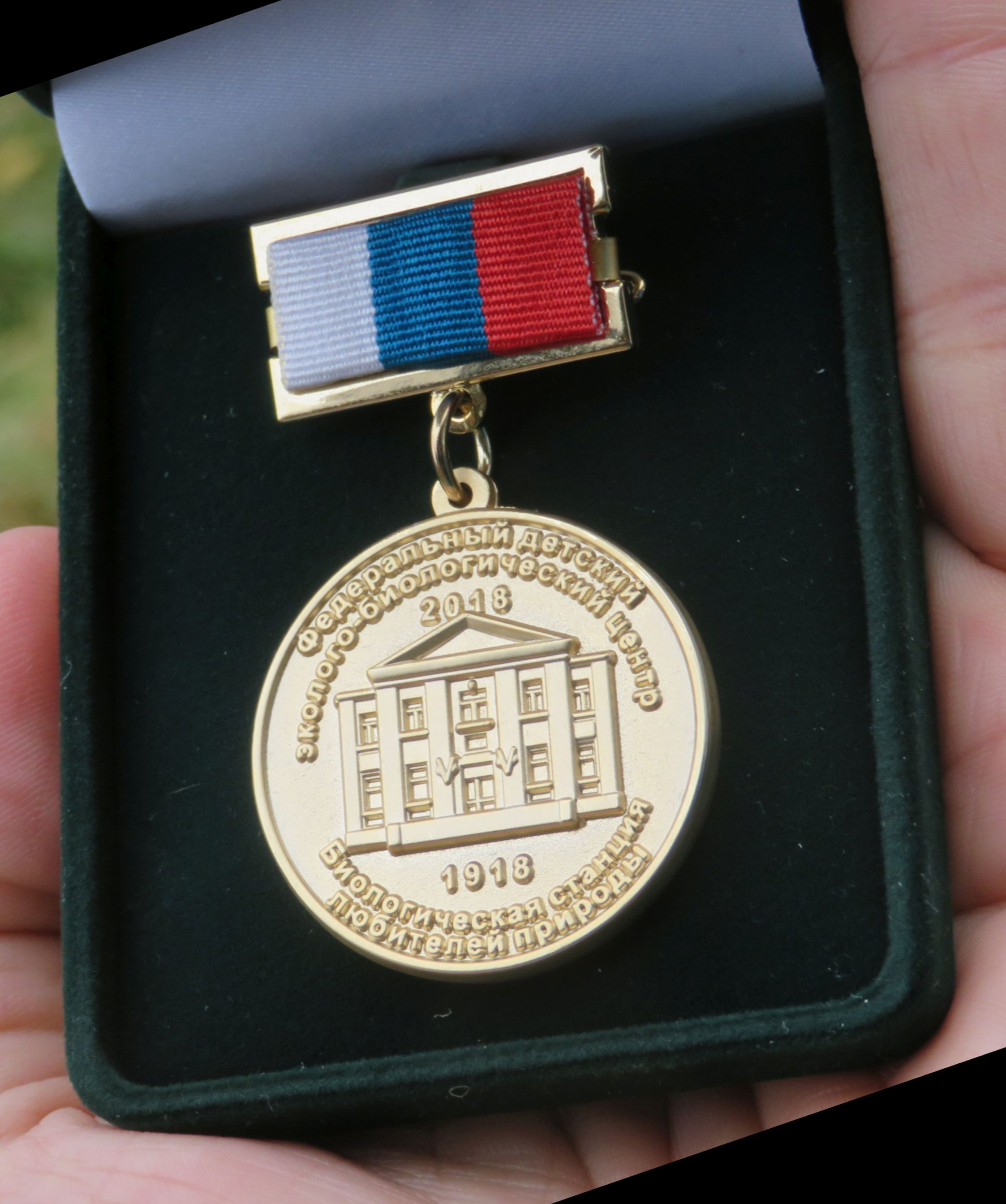
Памятный наградной знак «100 лет юннатскому движению России» Федерального детского эколого-биологического центра

Кружки юннатов — это основная форма организации юннатской работы в школах, на станциях юннатов, дворцах пионеров и т. п. в период СССР. Кружки юннатов воспитывали интерес школьников к природе, сельскому хозяйству, расширяли знание в области естествоведческих наук. Попасть в кружок можно было с 6-го класса. Школьники совершали экскурсии на природу, посещали колхозы, совхозы, лесхозы, ботанические сады и зоопарки. Также совершались выезды в различные научно-исследовательские институты, где юннаты знакомились с работами современных на тот период учёных и достижениями в области биологии и краеведения.

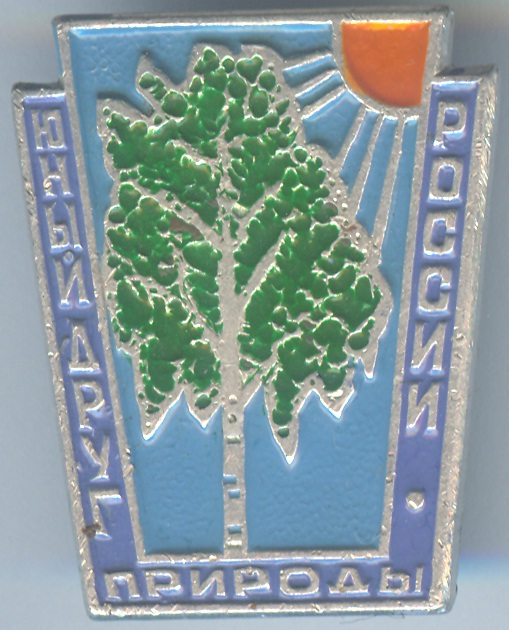
Значок Юный друг природы России

Юннатские кружки существуют при эколого-биологических центрах и других учреждениях дополнительного образования детей, в школах, при заповедниках и национальных парках. В рамках сотрудничества школ и организаций лесного хозяйства действуют школьные лесничества (По состоянию на 1 сентября 2020 года в 75 субъектах Российской Федерации действовали 1791 школьное лесничество, в которых обучались 35 835 человек). Выпускники юннатских кружков работают практически во всех отраслях, связанных с природой, а из рядов лишь трёх московских кружков — КЮБЗа, действующего на базе Московского зоопарка, биологического кружка Всероссийского общества охраны природы при Дарвиновском музее и биологического кружка при Московском обществе испытателей природы — вышли 12 академиков и членов-корреспондентов Академии наук СССР и Российской академии наук, 87 профессоров, 162 доктора наук.